# پوزه‌پارویی آمریکایی
پوزه‌پارویی آمریکایی (نام علمی: Polyodon spathula) نام یک گونه از تیره پوزه‌پارویی است.